# I cavalieri della croce
I cavalieri della croce (Krzyżacy) è un romanzo storico dello scrittore polacco Henryk Sienkiewicz, poi premio Nobel per la letteratura. Uscito inizialmente a puntate sulla rivista Tygodnik Illustrowany dal 1897 al 1900, fu pubblicato per intero in prima edizione in quattro volumi a Varsavia nel 1900 e venne immediatamente tradotto in inglese in quello stesso anno dal traduttore e studioso di folklore statunitense Jeremiah Curtin (The Knights of the Cross). La prima traduzione in italiano, col titolo I crociati, è quella di Nina Romanowsky, edita dai Fratelli Treves tra il 1900 e il 1901. 

## Trama
Il romanzo è ambientato nel medioevo e narra la storia di un cavaliere di umili origini, Zbyszko di Bogdaniec, il quale è reduce con lo zio, Maćko di Bogdaniec, da una battaglia contro i Cavalieri Teutonici, in Lituania. Fermatosi in una taverna lungo la strada, si innamora a prima vista di una giovane del luogo, Danusia, che è al seguito della Duchessa Anna di Masovia. Deciso a conquistarla ad ogni costo, il cavaliere presta alla giovane un giuramento come prova d'amore, secondo il quale si impegna a ottenere tre trofei dalle sue vittorie future contro i Cavalieri Teutonici. Lungo la strada verso Cracovia il giovane si imbatte in un cavaliere teutonico, Kuno von Liechtenstein, in missione diplomatica per conto del suo ordine. Arrestato per il suo assalto immotivato, Zbyszko viene condannato a morte. Il giorno dell'esecuzione, tuttavia, viene salvato dalla bella Danusia che, seguendo un'antica tradizione polacca, lo salva saltando sul palco di fronte alla folla inferocita e dichiarando pubblicamente di voler sposare il condannato.
Dopo aver fatto ritorno al proprio castello, nipote e zio si dedicano al restaurare la loro dimora, e ciò fatto, il giovane Zbyszko torna da Danusia e la chiede in sposa. Tuttavia viene a conoscenza del fatto che la giovane è stata rapita dai suoi acerrimi nemici come rappresaglia contro il padre della ragazza, Jurand di Spychów, accusato di essere loro avversario.
Dopo un'estenuante ricerca Zbyszko riesce a trovare la sua amata che però, a causa delle torture e delle crudeltà dei suoi aguzzini, impazzisce per il dolore e muore. Ma il giorno della vendetta è vicino, quando, partecipando all'epica Battaglia di Grunwald, il giovane Zbyszko assiste personalmente alla disfatta definitiva dei suoi nemici.

## Traduzioni italiane
- I crociati. Romanzo, traduzione della signora Nina Romanowsky, 4 voll., Milano, Fratelli Treves, 1900-1901.
- I cavalieri della croce, traduzione di Irma Rios, Milano, Casa editrice Baldini, Castoldi & C., 1901.